# Торнезе
Торнезе (італ. tornese/tornesello, фр. tournois) — назва кількох видів монет, що карбувались в різних країнах Європи між XI і кінцем XIX століття.
Вперше побутову назву «торнезе» отримав турський денарій або турський деньє (фр. denier tournois), місцева версія каролінзького денарія, яку вперше почали карбувати на початку XI століття в абатстві Святого Мартена в Турі у тогочасному Аквітанському герцогстві. Турський деньє (торнезе) спочатку був локальною торговою монетою Аквітанії, але з приєднанням Турені разом із Туром та абатством Св. Мартена до Франції, в 1204 році місцевий турський деньє (торнезе) став головною монетою всього Французького королівства. Близько 1230 року розрахунковий турський лівр, що складався з 240 турських деньє став офіційною грошової одиницею Франції, а в 1266 році було розпочато карбування турського гроша, надзвичайно популярної торгової монети вартістю 12 турських деньє. Турський лівр (і, відповідно, його 1/240 турський деньє) залишались основними розрахунковими одиницями Французького королівства до грошової реформи 1789 року, яка оголосила про припинення її використання та заміну на франк.
В 1204 році під час Четвертого хрестового походу європейські хрестоносці захопили Константинополь, що призвело до розпаду Візантійської імперії і заснуванні на її території декількох феодальних держав, що управлялись західноєвропейськими родинами (так звана латинократія). Офіційною валютою в таких державах, як Ахейське (Морейське) князівство, Афінське герцогство, Пфальцграфство Кефалонії та Закінфу тощо стали місцеві монети, що копіювали французький турський деньє (хоча і містили менше срібла) і отримали від нього назву «торнезе». Ці країни продовжували карбувати лише цю дрібну монету вартістю в денарій навіть після того, як протягом XIII століття в Італії, Франції та інших європейських державах розпочали карбувати срібні «товсті» денарії, такі як італійські гроссо та турський грош.
У XIII і XIV століттях монети типу подібного типу (під назвою торнесіон) також карбувалися у відновленій Візантійській імперії.
Крім держав хрестоносців монету під назвою торнезе карбували в декількох європейських державах, зокрема в Італії, де торнезе карбувалося Королівством Обох Сицилій до його розпаду.

## Історія

### Передумови. Каролінзький денарій

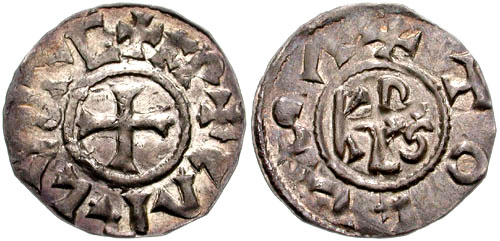
Денарій Кала Великого (карбований в 793—812 рр) 21 мм 1.19 гр.

В другій половині VIII століття Піпін Короткий і його син Карл Великий з метою інституційної реорганізації Каролінзької імперії провели дві важливі грошові реформи. Ці заходи закріпили за королем франків монопольне право на емісію монет і ввели як єдину розрахункову грошову одиницю на території усієї Каролінзької імперії лібру (фр. лібр, іт. ліра), що ділилась на 20 солідів (фр. соль, іт. сольдо) і 240 денаріїв (фр. деньє, іт. денаро), при цьому срібний каролінзький денарій був єдиною монетою, що фактично карбувалась і перебувала в обігу, рашта одиниць були розрахунковими. В рамках королівської монополії, реформа за наявності спеціального королівського дозволу дозволяла карбувати денарії також на монетних дворах, що належали крупгим феодалам та Церкві.

### Турський денарій Аквітанського королівства

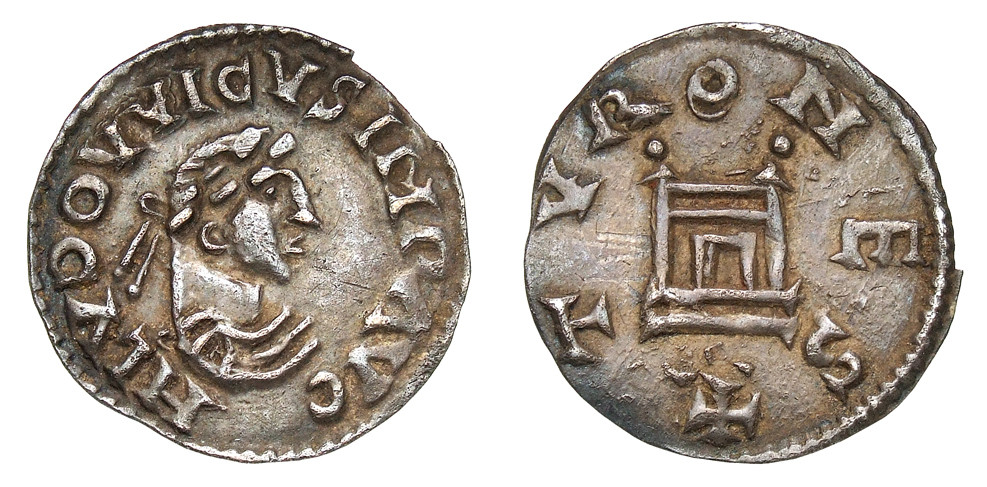
Турський денарій (деньє) короля Аквітанії з династії Каролінгів Людовика Благочестивого (з 813 року імператора Франкської імперії).
Роки карбування 814—819. Вага 1,7 г.

Зі вступом на престол Карла Великого (роки правління 768—814), абатство Святого Мартіна Турського в місті Тур в Аквітанському королівстві, створеному Карлом для свого сина Людовика Благочестивого, також отримало право карбувати срібні денарії (деньє). Ці монети містили зображення суверена на аверсі, а на реверсі короля Аквітанії Людовика Благочестивого, стилізоване зображення замку міста Тур і латинське слово tvrones. Турський денарій (лат. denarius turonensis) став популярною торговою монетою і став відомим як турським деньє або скорочено турнуа.
З XI століття середньовічна Франція була політично розділена на численні графства та герцогства, що належали двом різним династіям — Капетингам, власникам французької корони, і Плантагенетам, власникам англійської корони. Династія Капетингів панувала над невеликою частиною території, обмеженою територією навколо міста Парижа а також контролювала герцогства та графства східної Франції. В свою чергу Плантагенети панували над західними територіями Франції навколо Аквітанії, так званою Анжуйською імперією, на території якої знаходився Тур. Цей політичний підрозділ фактично призвів до народження двох різних грошових систем — у феодальних володіннях короля Франції, починаючи з Людовика VII (роки правління 1137—1180), почали ходити паризькі деньє (фр. denier parisis), тоді як у володіннях короля Англії ходили анжуйський деньє (фр. denier angevin) і турський деньє (фр. denier tournois), які дорівнювали один одному і були на третину дешевше за паризький деньє.

### Турський денарій стає стандартною монетою Французького королівства

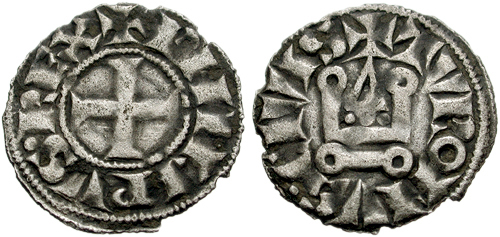
Турський денарій (деньє) короля Франції Філіпа II Августа (1180—1223) (19mm, 0.88 g). Struck circa 1270—1280. Аверс круговий напис +PHILIPVS•REX наколо хреста; Реверс: круговий напис TVRONVS•CIVIS навколо стилізованого зображення турського замку.

Із вступом на престол короля Філіпа II Августа, між 1186 і 1214 роками Капетингам вдалося поширити свою владу  на більшість територій західної Франції, включаючи Нормандію, Анжу, Турень з містом Тур та решту долини Луари. В 1204 році Філіп II Август офіційно затвердив обіг у значно збільшеному ним Французькому королівстві турських денаріїв, а також доручив їх карбування на всіх монетних дворах королівства, тоді як обіг паризьких денаріїв він обмежив лише безпосередніми домініонами французької корони. Філіп встановив, що з однієї срібної марки вагою 244.75 грам мало карбуватись 640 турських денаріїв. Вартість турнського денарія (що отримав назву торнезе) була нижчою, ніж вартість паризького денарія, які в 1204 році карбувались в кількості 480 монет з срібної марки, тобто три паризькі денарія були еквівалентні чотирьом торнезе, співвідношення, яке змінилося вже в 1226 році з чотирьох до п'яти.  На аверсі монети, викарбуваної Філіпом II, було зображено геральдичний хрест і напис +philipvs•rex, а на реверсі — стилізоване зображення замку Тур, так зване châtel tournois, і напис tvronvs•civis.  Під час правління Людовика VIII (роки правління 1223-1226) карбування турських грошей поширилося по всіх містах Франції, включно з Парижем.

### Поширення в державах хрестоносців

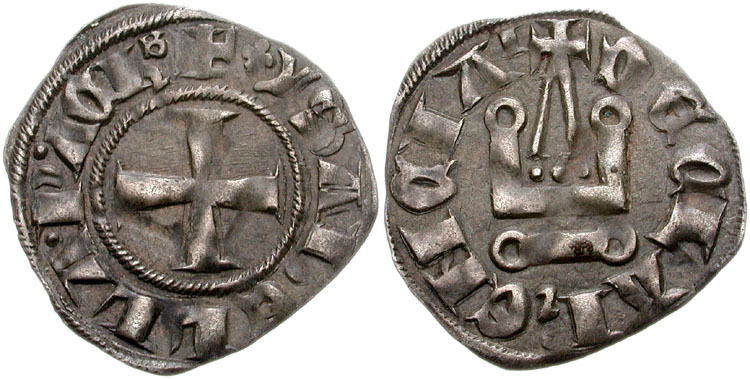
Ахейське князівство. Торнезе Ізабелли Вільгардуен (1297—1301)

У 1204 році, після Четвертого хрестового походу, Візантійська імперія була поділена між деякими італійськими та французькими дворянськими родинами, що породило так звану франкократію. Тоді ж в цих країнах почався обіг торнезьких грошей, які почали випускати на місці з використанням меншої кількості срібла.
У 1249 році Людовик IX надав Вільгельму II Вільгардуену, князю Ахейському, право карбувати монети в місті Кларенса, яке входило до його князівства. Ці монети також карбувалися у Фівах у Афінському герцогстві, у Фессалонікському королівстві, у Пфальцграфстві Кефалонія та Закінф і в генуезьких колоніях Егейського моря. У венеційському домініоні Наксоське герцогство карбували торнезелло, монету, еквівалентну торнесу Леванту, але на якій було зображено лева Святого Марка замість châtel tournois.

### Поширення у Візантійській імперії

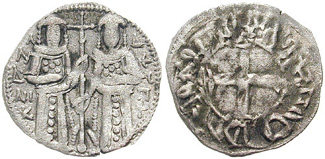
Андронік II Палеолог та Михаїл IX Палеолог. 1282—1328. Білонний торнесіон (0.70 гр). Викарбувано в Константинополі в 1295—1320 роках. Аверс: ANΔ•NIK ΔECΠT Андронік та Михаїл стоять в профіль, тримаючи довгий хрест. Реверс: круговий напис +KOMNHNOC O ΠAΛAIOΛOΓOC навколо хреста.

Після відвоювання візантійцями Константинополя в 1261 році і відродження Візантійської імперії, торнезе країн хрестоносців залишався на цих територіях популярною валютою і наприкінці XIII та в XIV століттях монети типу торнезе (під назвою торнесіон) карбувалися також у самій відновленій Візантійській імперії.

### Торнезе Кампобелла
У Кампобассо граф Кола ді Монфорт (1450—1462) викарбував кілька торнезе, наслідуючи монети, що карбувалися в Ахейському князівствії.

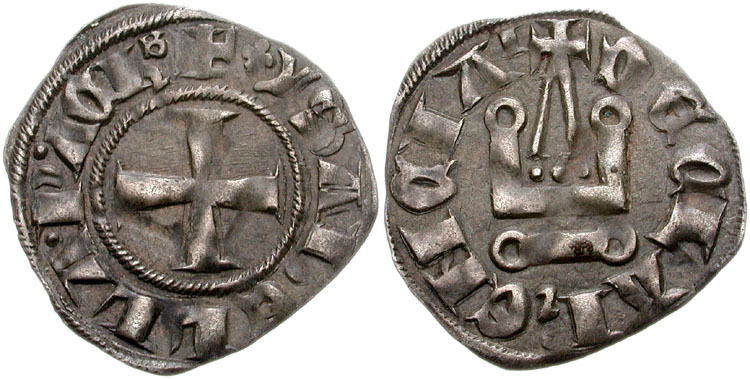
Князівство Ахайя,Ізабелла Вільгардуен(1297-1301): Tornese diбигон.
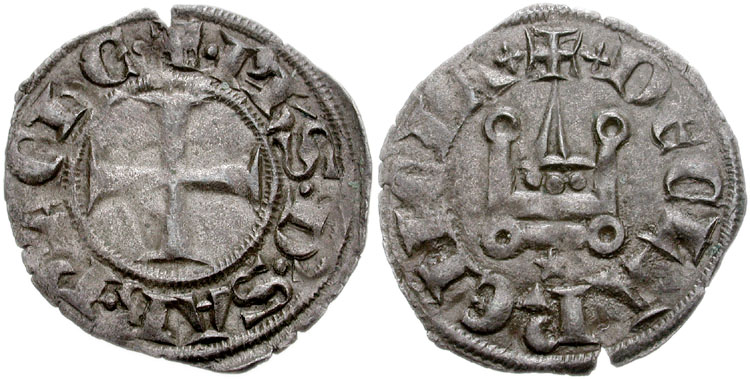
Князівство Ахайя,Філіп І Савойсько-Ахайський(1301-1307): Tornese diбигон.
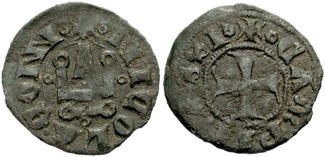
Торнезе  Кампобассо (1459—1463)

### Неаполітанський торнезе

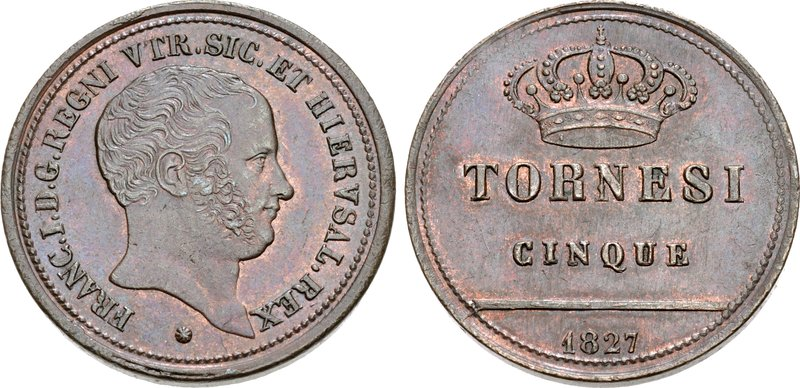
Монета номіналом в 5 торнезе Франциска I (1825—1830)

У Південній Італії торнезе карбували, починаючи з середньовіччя. Вона була введена в Неаполітанському королівстві Фрідріхом II. Перші неаполітанські торнезе мали зображення короля, що сидить спереду на троні, і єрусалимський хрест на реверсі. Вони також випускалися на інших монетних дворах королівства: Барлетта, Гаета, Капуя, Козенца, Ізернія та Лечче.
Він коштував 1/20 карліно або 6 кавалло.
Повна система була структурована таким чином:
1 дукат = 5 тарі
1 тарі = 2 мопса
1 карліно = 10 гран
1 грана = 2 торнезо
1 торнезо = 6 кавалло.
Торнезе Карла Бурбонського (1734—1759) мав напис «HILARITAS» у три рядки на реверсі. Монета трьох турнірів також називалася «Publica» через напис «PVBLICA LÆTITIA» на реверсі. На монеті номіналом 3 торнезе Фердинанда IV замість цього було напис «PVBLICA COMMODITAS». На монеті в одне торнезе був вказаний її номінал «TORNESE CAVALLI VI» (6 кавалло). Також карбувалися монети номіналом 10, 8 і 5 торнезо, усі з міді.
Під час Неаполітанської республіки 1799 року було викарбувано дві монети номіналом 6 і 4 торнезі. Обидва мали консульські фасції на аверсі, увінчані фрігійським ковпаком.
Друга монета Фердинанда IV (1799—1805) містить 6 і 4 монети. На однотурнірній монеті була вказівка вартості в кавалло.
Під час правління Жозефа Бонапарта (1806—1808) і Йоахіма Мюрата (1808—1815) торнезо не випускалися.
З поверненням Фердинанда на престол і його третьою монетою, 1815 і 1816 роках, були викарбувані монети «OTTO TORNESI» і «CINQUE TORNESI».
З четвертою монетою, випущеною після 1816 року, коли Фердинанд возз'єднав два королівства і тому взяв ім'я Фердинанд I, було випущено десять, вісім, п'ять і чотири монети. Монета для одного турніру була випущена лише в 1817 році і була монетою найнижчої вартості.
Франциска I (1825—1830) випускав лише монети в 10, 5, 2 торнезе та монету «TORNESE UNO», тоді як Фердинанд II (1830—1859) карбував монети в 10, 5, 3, 2, 1 1/2 з 1 і 1/2 торнеса. На всіх монетах вартість вказувалася літерами.
Останній Бурбон Неаполя Франциск II (1859—1861) під час свого короткого правління карбував монети в 10, 5 і 2 торнезі.

## Примітка
1. ↑  (Fournial та p. 65).
2. ↑  (Fournial та p. 69).
3. ↑  (Fournial та p. 71).
4. ↑  (Fournial та p. 70).

## Супутні предмети
- Середньовічна монетна справа
- Каролінгська монетна справа
- Турський лівр
- Ліра (грошова одиниця)
- Провісино